# Pumiliotoxin 251D
Pumiliotoxin 251D es una de las toxinas que se encuentran en la piel de las ranas venenosas de los géneros Dendrobates, Epipedobates, Minyobates, y Phyllobates y los sapos del género Melanophryniscus. No es fabricada por los anfibios, pero lo absorben a través de la dieta de rica en insectos. Es extremadamente tóxico para los mosquitos.
Pumiliotoxin 251D es una toxina potente con varios mecanismos de acción, incluyendo el bloqueo de los canales de sodio y de potasio en las células, y la inhibición de la bomba de calcio del retículo sarcoplasmático.
Algunos venenos de las ranas tienen la posibilidad de convertir pumiliotoxin 251D en allopumiliotoxin 267A, una variante de toxina más potente.